# Stephen Vizinczey
Stephen Vizinczey (Káloz, 1933. május 12. – London, 2021. augusztus 18.) magyar származású kanadai író, műfordító, dramaturg.

## Korai karrier és hatások
Kálozon született, Magyarországon. Édesanyja Mohos Erzsébet, apja Vizinczey István tanító volt, akit a nácik meggyilkolták. Első publikált művei azok a versei voltak, amelyek Lukács György budapesti Forum folyóiratában jelentek meg 1949-ben, amikor az író 16 éves volt. Az Eötvös Loránd Tudományegyetemen tanult, majd 1956-ban diplomázott a Színház- és Filmművészeti Főiskolán. Ekkor két darabot írt, az Utolsó szót és a Mamát, amelyeket a magyar kommunista rendszer betiltott. Részt vett az 1956-os forradalomban, és rövid olaszországi tartózkodása után Kanadában kötött ki; mindössze 50 szót beszélt angolul, és végül felvette a kanadai állampolgárságot. Megtanult angolul forgatókönyveket írni a Kanadai Nemzeti Filmbizottság és a CBC számára. Montrealban egy rövid életű irodalmi folyóiratot, az Exchange-et szerkesztette, amelyben kiadatlan kanadai írók jelentek meg, köztük Leonard Cohen is. A magazin megszűnte után Torontóba költözött, ahol megismerkedett Gloria Fisherrel, a CBC programszervezőjével, és 1963-ban összeházasodtak. 1966-ban Londonba költöztek, hogy népszerűsítsék első regényét, az In Praise of Older Women-t. A könyvet eredetileg 1965-ben, Kanadában adták ki, ahol bestsellernek számított, majd 1966-ban adták ki Londonban, a Barrie & Rockliff kiadónál.
Vizinczey irodalmi példaképeinek tartotta Puskint, Gogolt, Dosztojevszkijt, Balzac-ot, Stendhalt és Kleist-ot.
1966-tól Londonban élt, és írt többek között a The Times-nak és a The Sunday Telegraph-nak. Két esszégyűjteményt jelentetett meg. 1995-ben lefordította Móricz Zsigmond Légy jó mindhalálig című regényét.

## Érett asszonyok dicsérete
In Praise of Older Women: the amorous recollections of András Vajda (Az idősebb nők dicséretében: Vajda András szerelmes visszaemlékezései) egy bildungsroman, amelynek fiatal elbeszélője harmincas-negyvenes nőkkel találkozik szexuálisan Magyarországon, Olaszországban és Kanadában. „A könyvet idősebb nőknek ajánljuk, és fiatal férfiaknak szól – és a kettő közötti kapcsolat az én javaslatom” – áll a könyv mottójában. Kildare Dobbs a Saturday Night-ban ezt írta: „Itt van ez a magyar lázadó, aki 1957-ben egy szót sem tudott a mi nyelvünkből, és aki még ma is áthatolhatatlan akcentussal beszéli azt, akinek ráadásul a nevét sem tudjuk kiejteni, és van képe első könyvével, harmincharmadik évében az egyszerű angol próza mesterei közé sorolni magát..."
2001-ben fordították le először franciára, és Franciaországban bestseller lett. Kétszer is készült belőle film: egy 1978-as kanadai alkotásban Tom Berengerrel, mint Vajda Andrással, és egy későbbi, 1997-es spanyol produkcióval, amelyben Faye Dunaway Condesát alakítja.
2010-ben a könyvet a Penguin Modern Classic újra kiadta.

## Egy ártatlan milliomos
Az először 1983-ban megjelent An Innocent Millionaire (Egy ártatlan milliomos) Mark Niven, egy amerikai színész fiának történetét meséli el, aki bizonytalanul él Európában. "Az emberiség, ahogy azt mondják, fel van osztva a vagyonosokra és a nincstelenekre, de vannak olyanok, akiknek egyszerre van is és nincs vagyonuk, és ők élik a legfeszültebb életet." A gyermekkorát különböző országokban töltő fiúnak "nincs érzelmi címe", és miután a pénzügyi nyomás szülei válásához vezetett, elvarázsolja a spanyol kincses hajó megtalálásának gondolata. Megtalálja a szerelmet és a kincseshajót is, de a szerencse rémálommá válik, és a boldogsága egy férjes asszonnyal tragédiába torkollik.
A regényt olyan kritikusok is dicsérték, mint Graham Greene és Anthony Burgess. Burgess a Punchban azt írta, hogy Vizinczey "megtanítja az angolokat angolul írni", méltatta a regény "prózai stílusát és ravasz apophtémáit, valamint a jó és utálatos karakterek szilárdságát". Burgess így fejezte be recenzióját: "Szórakoztatott, de mélyen meg is hatott: itt van egy regény, amely romlott világunk közepette játszódik, és valamilyen furcsa módon egyfajta kétségbeesett reményt sugároz." A London Literary Review a regényt "hiteles társadalmi eposznak" nevezte, amely "közel egy évszázados elidegenedés után újra egyesíti az intellektuális és erkölcsi épülést a fergeteges szórakozással."

## Esszék
Vizinczey két irodalmi, filozófiai és politikai esszét írt: The Rules of Chaos (A káosz szabályai, 1969) és a Truth and Lies in Literature (Igazság és hazugság az irodalomban, 1985).

## Könyvei
- In Praise of Older Women (1966)
- The Rules of Chaos (1969)
- An Innocent Millionaire (1983)
- Truth and Lies in Literature (1985)
- The Man with the Magic Touch (1994)
- If Only (2016)
- 3 Wishes (2020)

### Magyarul megjelent
- Érett asszonyok dicsérete (In Praise of Older Women) – Magyar Világ, Budapest, 1990 · ISBN 9637815236 · Fordította: Halász Zoltán, Mészöly Dezső[14]

## Fordítás
- Ez a szócikk részben vagy egészben  a   Stephen Vizinczey című angol Wikipédia-szócikk fordításán alapul.  Az eredeti cikk szerkesztőit annak laptörténete sorolja fel. Ez a jelzés csupán a megfogalmazás eredetét és a szerzői jogokat jelzi, nem szolgál a cikkben szereplő információk forrásmegjelöléseként.